# طرنگ
طرنگ روستایی کوهستانی و با آب هوای معتدل که در ۷۵ کیلومتری از شهرستان بافت واقع شده‌است.
دارای پتانسیل گردشگری و توریستی می‌باشد.

## آب و هوا و اقلیم
اقلیم روستای طرنگ کوهستانی و آب و هوای آن معتدل کوهستانی است. ارتفاع این روستا از سطح دریا ۲٫۰۹۱ متر از سطح دریا است. طرنگ تابستان‌های معتدل و خنک و زمستان‌های سردی دارد. این روستا در کنار کوه طرنگ با ارتفاع ۳۳۳۳ متر قرار گرفته‌است که جلوه ویژه ای به این روستا می‌دهد. میانگین بارش سالیانه طرنگ ۲۵۹ میلیمتر است.

## کشاورزی
عمده محصولات کشاورزی و زراعی منطقه شامل:گندم، جو، نخود، عدس، گردو، بادام، زردآلو، انگور، انار و انجیر می‌باشد. همچنین بخشی از درآمد ساکنین جمع‌آوری محصولات صحرایی شامل بادام صحرایی (الوک)، بنه و زیره می‌باشد.

## جمعیت
این روستا در واقع در بخش خبر و از توابع شهرستان بافت قرار دارد و براساس سرشماری مرکز آمار ایران سرشماری عمومی نفوس و مسکن در سال [۱۳۹۵] جمعیت آن ۳۰۰نفر) بوده‌است.

## گردشگری
این روستا یکی از مناطق گردشگری شهرستان بافت و استان کرمان به‌شمار می‌آید.
- غار آبی طرنگ: این غار فقط توسط غارنوردان حرفه ای و مجهز قابل پیمودن است.
- دریاچهٔ فیروزه ای
- کوه طرنگ
- درخت کهنسال چنار از جاذبه‌های طبیعی این روستا هستند.[۱]
- جنگل‌های بنه و بادام کوهی